# Benito Feliú de San Pedro
Benito Feliú de San Pedro Sch. P. o Benito de San Pedro, (Mas de las Matas, Teruel, 9 de junio de 1732 – Valencia, 13 de noviembre de 1801), más conocido como Benito de San Pedro, fue un religioso escolapio, pedagogo y gramático español del siglo XVIII. Se formó en el Colegio de los Padres Escolapios de Alcañiz en 1747. Se trasladó más tarde a Peralta de la Sal para realizar los dos años de noviciado. Estudió Filosofía, Teología y Ciencias Físico-Naturales en Daroca (Zaragoza). Entre 1751 y 1754 escribió su Tesis de fin de carrera titulada Theses theologiae scholasticae, quibus nonullae ad expositivam, aliae ex solemnioribus ad polemicam theologiam accedunt, iuxta miram, et Angel Angelici Doctoris Doctrinam. Elaboró su Tesis Doctoral en Roma, que leyó en 1757 y se titula De integritate atque auctoritate Hebraeorumque graecorumque ultriusque foederis codicum. Ocupó un cargo superior en las Escuelas Pías de Aragón. Asimismo, fue miembro de la Junta Ordinaria de la Real Sociedad Económica de Amigos del País de Valencia para la cual redactó un informe sobre la siembra de granos (en colaboración con José Antonio Valcárcel, 1793) y una memoria sobre el cultivo de la caña dulce (1800).

## Sus ideas gramaticales
Es conocido sobre todo por su actividad como gramático. Escribió el Arte del romance castellano dispuesta según sus principios generales y el uso de los mejores autores (1769), que es la primera gramática española en la que la tradición filológica de Nebrija confluye, por primera vez, con la gramática racionalista del Brocense. Según Margarita Lliteras, esta obra constituye “un manual de gramática española que representa, en ciertos aspectos sustanciales, la superación del modelo nebrisense, el único que estaba vigente en la tradición hispánica que precede al P. San Pedro”. (1992: 505)
En el texto están presentes los principios racionalistas del Brocense y Port-Royal. La influencia de esta última, es decir, la de Por-Royal, es patente en su teoría de la determinación y del artículo, una teoría semántica sobre cuál era la  contribución del artículo y los sintagmas nominales.
Se puede concluir, por tanto, que su gramática es considerada un antecedente de otras gramáticas posteriores, como la de Gaspar Melchor de Jovellanos, y, como apunta Lázaro Carreter, “es la primera gramática dieciochesca con rasgos modernos”, pues vemos en ella la definición lógica del verbo,  (1949: 200).

## La estructura de la obra es la siguiente.
1.	Origen y épocas de la Lengua Española
1.1.	Dedicatoria al Excmo. Sr. D. Fernando de Silva, duque de Alba
1.2.	Carta de D. Gregorio Mayans y Siscar
1.3.	Prólogo
1.4.	“Modo de leer el Arte”
1.5.	“Definición y división de la Gramática”
1.6.	“Orden de las materias”
2.	De la analogía de las partes de la oración
2.1.	Artículo
2.1.1.	Definición
2.1.2.	Declinación
2.1.3.	Clasificación
2.1.4.	Uso
2.2.	Nombre
2.2.1.	Definición
2.2.2.	Clasificación
2.2.3.	Accidentes gramaticales
2.3.	Pronombre
2.3.1.	Definición
2.3.2.	Clasificación
2.4.	Verbos
2.4.1.	Definición
2.4.2.	Accidentes
2.4.3.	Verbos anómalos o irregulares
2.4.4.	Gerundio y participio
2.5.	Adverbio
2.6.	Preposición
2.7.	Conjunción
2.8.	Interjección
3.	De la Sintaxis
3.1.	De concordancia y régimen
3.2.	Sintaxis figurada
4.	De la Prosodia
5.	De la Ortografía y Oración de la Excelencia del Romance castellano

## Obras principales
- Arte del Romance Castellano (1769). Disponible en: <http://bivaldi.gva.es/es/consulta/registro.cmd?id=2373>

## Obras secundarias
- Informe sobre la siembra de granos (1793). Disponible en: <https://riunet.upv.es/handle/10251/19279?show=full>

- Memoria sobre el cultivo de la caña dulce (1800). Disponible en: <https://riunet.upv.es/handle/10251/19818>

## Obras en latín
- Theses theologiae scholasticae, quibus nonullae ad expositivam, aliae ex solemnioribus ad polemicam theologiam accedunt, iuxta miram, et Angel Angelici Doctoris Doctrinam (1754)

- De integritate atque auctoritate Hebraeorumque graecorumque ultriusque foederis codicum. De illustrioribus christianae religionis dogmatis. Ac de vetere Hispaniae Ecceliae dignitate disceptationes pholologicae (1757)